# Subprefettura di Lapa
La Subprefettura di Lapa è una subprefettura (subprefeitura) della zona occidentale della città di San Paolo in Brasile, situata nella zona amministrativa Ovest.

## Distretti
- Lapa
- Barra Funda
- Perdizes
- Vila Leopoldina
- Jaguaré
- Jaguara